# زردپره رنگین
زردپره رنگین (نام علمی: Passerina ciris) نام یک گونه از سرده زردپره‌های آمریکای شمالی است.